# Abraham Gilson
Pour les articles homonymes, voir Gilson.
Abraham Gilson (à l'état civil : Jean-Louis Gilson), né à Habay-la-Vieille (Belgique) en 1741 et décédé à Florenville en 1809, est un moine cistercien et peintre luxembourgeois (à l'époque, le duché de Luxembourg faisait partie des Pays-Bas autrichiens). D'abord ermite aux Bizeux (Marbehan), il rejoint l'abbaye d'Orval en 1771 où il fait sa profession religieuse en tant que frère convers en 1772 sous le nom de frère Abraham. Il y consacra son existence entière à la peinture.

## Biographie
Après avoir été parfaire sa formation à l'académie d'Anvers, il décrocha un diplôme de dessin à l'Académie de Düsseldorf en 1777.
Abraham Gilson commence sa carrière en exécutant des commandes pour les églises environnantes. Mais, entre 1780 et 1793, avec élèves et apprentis, c'est à Orval qu'il élaborera son œuvre, gigantesque, puisant son inspiration dans la riche collection d'estampes et de dessins que possédait l'abbaye.
Après la destruction de l'abbaye en 1793, Abraham accompagna la communauté à Luxembourg, où son abbaye avait un refuge, et y resta jusqu'en 1795. Sa communauté étant dispersée en 1796, il se retire à Villers-devant-Orval puis, définitivement, à Florenville, où il formera encore des élèves dont Jean-Antoine Ramboux, futur conservateur du musée Wallraf-Richartz de Cologne.
Étant moine, Gilson ne signait jamais ses œuvres. Aussi ses carnets de croquis et de commandes constituent-ils une source précieuse pour la connaissance de son œuvre ; l'abbaye d'Orval en a conservé un, rempli d'esquisses, de données techniques, de description, de dates, etc. relatives aux œuvres qui lui furent commandées.

## Collections publiques
- Arlon, musée Gaspar, collection de l'Institut archéologique du Luxembourg huiles[1] ;
- Virton, Musée gaumais, huiles[2].

## Expositions
- Florenville, église de l'Assomption, Rétrospective de son œuvre, 2012[3]